# 신담영
신담영(1993년 10월 2일 ~)은 세종 스포츠토토와 대한민국 대표팀에서 뛰는 대한민국의 여자 축구 선수이다.

## 국가대표팀 경력
본래 2015 FIFA 여자 월드컵에 참가할 예정이었지만 부상을 당하자 예비 명단에 있는 김혜영과 2015년 6월 4일, 교체되었다